# Otsego (Nueva York)
Otsego es un pueblo ubicado en el condado de Otsego en el estado estadounidense de Nueva York. En el año 2000 tenía una población de 3,904 habitantes y una densidad poblacional de 28 personas por km².

## Geografía
Otsego se encuentra ubicado en las coordenadas 42°44′5″N 74°57′32″O / 42.73472, -74.95889.

## Demografía
Según la Oficina del Censo en 2000 los ingresos medios por hogar en la localidad eran de $40,036 y los ingresos medios por familia eran $48,320. Los hombres tenían unos ingresos medios de $33,684 frente a los $22,868 para las mujeres. La renta per cápita para la localidad era de $26,305. Alrededor del 7.5% de la población estaban por debajo del umbral de pobreza.